# 瘋狂閃客5
瘋狂閃客5（Crazy Flasher 5）是一款橫向捲軸的網頁遊戲，製作者為BB.player遊戲網，並於2008年7月份推出，其中包含了大量的槍戰內容，在推出後便受到熱烈的歡迎，甚至可能為該系列最熱門的遊戲。

## 故事大綱
在主角——安迪·洛的城市中，一個兵器工廠入駐，造成了極大的威脅，這個兵器工廠雖在瘋狂閃客4（Crazy Flasher 4）就受到主角的重挫，但始料未及該次勝利竟微不足道；此時，BPK戰隊的野豬與藍髮女孩被兵器工廠擄走，於是，安迪·洛便展開一連串的攻擊行動，企圖將兵器工廠趕出城市外。

## 人物介紹
- 安迪·洛（Andy Law）：主角，身穿綠色防彈衣，能減少一半的耗血量，被形容成東區最強戰士，能自由操控各種槍枝及武器。
- 藍髮女孩：後來成為主角的手下兼隊友。血量較少，LV.1時，手持M9手槍，電腦會以AI自動系統，使其自動攻擊敵方。
- 野豬：BPK戰隊成員之一，後來成為主角的手下兼隊友。血量較多，LV.1時，手持PPK手槍，電腦會以AI自動系統，使其自動攻擊敵方。
- Boy：是BPK戰隊的隊長，本遊戲雖未參戰，但會駕著其跑車，接送安迪·洛等人。
- 小混混：是一群能力較差的烏合之眾，於系列四及五曾向主角求助。

## 敵對人馬

### 小兵
- 傭兵：血大約五十，能手持包括M4A1卡賓槍、火焰槍、MP5-PDW、AK47及電擊棒等武器。
- 劍士：血大約三十，只會拿劍。
- 異行：血超厚，被超音波槍打一發都不會死。
- 機器人：是出現於[瘋狂閃客3]的機器人。血大約二百，能幾乎控制一般兵所擁有的武器，有地面型和飛行型的兩種模式，動作較靈活。
- 筒狀型機器人：是出現於瘋狂閃客3的機器人。血大約是一般兵的二倍以上，只能用手臂攻擊，行動緩慢。
- 機炮：可搭載一般火箭砲與精密國際AWP狙擊步槍這兩種武器模式，只能架設在地面上，血量大約與筒狀型機器人相等。
- 炸彈型機器人：血量和一般兵的血量相等，當玩家接觸到了它，它綁在上面的炸彈便會立即爆炸，威力十分驚人。
- 強化兵：血大約是士兵的3倍，能手持包括火焰槍、戰斧等武器。
- 飛行強化兵：血大約是士兵的3倍，能手持包括火焰槍、機槍等武器。

### 大型BOSS
- 巨型機器人：出現在瘋狂閃客2的舊式機器人，是最早出現的boss
- 巨大異形：在異形、死亡洞穴出現的boss
- 巨大劍士：在死亡洞穴出現的boss
- 巨型強化兵：在死亡洞穴李出現的boss
- 巨型飛行強化兵：在死亡洞穴李出現的boss

## 武器與裝備
此遊戲成名的原因中，還包括了不同於其他網頁槍戰遊戲的特性，也就武器多樣化，這部遊戲共有二十幾至三十多種不存在與存在的武器及防彈衣，供玩家選擇。
武器除了能在商店中購買之外，在路上及打敗敵人時，敵人所留下的槍枝也可以撿取。

### 步槍
注：若將步槍以點放形式擊發，命中率皆幾近100%（including AK47）
- HK UMP：此槍事實上是一把衝鋒槍，但在此遊戲中卻被歸類為軍用步槍。
  - 價格：800
  - 子彈數：25
  - 彈匣彈藥量：75
- AK47：該槍自從瘋狂閃客4以來，就是單發威力最強的步槍，但也是瞄準力最差的步槍之一。
  - 價格：900
  - 子彈數：30
  - 彈匣彈藥量：90
- Type79（L85A1）：Type79的瞄準力稍差，且彈藥較少，威力極弱。
  - 價格：900
  - 子彈數：25
  - 彈匣彈藥量：75
- G36：是彈藥最多的步槍，命中率與Type79差不多。
  - 價格：1200
  - 子彈數：35
  - 彈匣彈藥量：105
- M4A1：在所有步槍中，M4A1的瞄準力最佳，但單發威力只算普通。
  - 價格：1600
  - 子彈數：30
  - 彈匣彈藥量：120

### 霰彈槍
- 伯奈利M1 Super 90霰彈槍：在遊戲中只以M1做表示。共六個鋼珠，每個鋼珠能減掉對方20滴血。是唯一不能連發的霰彈槍。
  - 價格：800
  - 子彈數：8
  - 彈匣彈藥量：24
- XM26：在遊戲中只以XM做表示。威力、子彈數及鋼珠數皆相同，但瞄準力較M1弱，不過XM26佔上風的優點，就是它本身是把連射槍枝，只需要快速按滑鼠即可。
  - 價格：1500
  - 子彈數：8
  - 彈匣彈藥量：24
- Super M1：連發的霰彈槍 且子彈共有120發
- Super_M1：跟M1一樣 只是射出來的子彈是火砲 威力不凡 射程極短 可穿牆攻擊 但要有心理準備 準備從暴發戶變成 $O 的人

### 醫護包
- - 醫護包有安迪·洛、藍髮女孩、野豬三種
  - 價格：1000 一個
  - 補血量：100 每個

注：若運氣極佳，在部分情況下，擊敗手持機炮的老式車型大機器人後，可拾得 "boss super gun", 型態為一把外貌不斷改變的槍，可轉換為任何武器，但無法補充子彈（因購物欄位無此武器）